# Марья — зажги снега
Ма́рья — зажги́ снега́ — день народного календаря у славян, приходящийся на 1 (14) апреля. Название дня происходит от имени святой Марии Египетской. Считалось, что в этот день просыпается домовой и водяной.

## Другие названия
рус. Мария Египетская, Пробуждение Домового, Именины Домового, Пустые щи, Первая встреча пролетья, Марья — зажги снега, заиграй овражки, Марьи вральи, Марьи обманщицы, Марья-пролубница, Марьи — урви берега; бел. Марыя, Яўхім, Аўрам, Макар.

## Обряды восточных славян
На Марью Египетскую зиме карачун пришёл. 
Первое апреля считалось днём пробуждения домового, и для его задабривания существовал древний обычай обманывать друг друга. Древние славяне считали, что на зиму домовой, подобно многим животным и духам, впадал в спячку и просыпался лишь изредка, чтобы сделать необходимую работу по дому. Спал домовой ровно до того времени, когда уже весна полностью вступит в свои права. Первого же числа — встреча пролетья, весна приходила окончательно и бесповоротно и главный дух-хранитель очага — домовой, должен был проснуться, чтобы навести порядок в доме.
У русских считалось, что зимой водяной спит на дне реки, просыпается 1 апреля голодным и злым и потому ведёт себя очень бурно — ломает лёд и мучает рыбу. За несколько дней до этого в жертву водяному, покупалась самая негодная лошадь, откармливалась, обмазывалась  мёдом, украшалась красными лентами — и топилась в реке. 
И. Сахаров объясняет название дня «Пустые щи» тем, что зимний запас капусты у крестьян всегда оканчивался в марте. И поэтому апрельские щи у них называются пустыми. Есть и иное объяснение названию. Мария считается покровительницей раскаявшихся блудниц и блудников и судьёй на Страшном суде тех, кто не раскаялся. Поэтому, из уважения к святой, этот день крестьяне проводили в воздержании и посте, почиталось за грех есть в этот день что-либо, кроме пустых щей.
Марии Египетской молятся об избавлении от блудной страсти, перед иконой Божией Матери «Ключ разумения» совершаются молебны до начала учебных занятий в школах и молятся за неспособных детей.

## Поговорки и приметы
- Наша Марья нашей Дарье двоюродная Парасковья[16].
- Марья половодье начинает[1].
- Если разлив на Марию Египетскую, то травы будет много и покос ранний[14].
- Марья снежками в овражках играет, солнечные лучи на Красное угорье гонит, девок на весенние гульбы зовёт[1].
- На Марью-заиграй-овражки и глупая баба умного мужика на пустых щах проведёт и выведет[9].
- Снеготаяние, разлив рек — к хорошей траве[4].